# Arta Dumpe
Arta Dumpe (russisch Арта Думпе; * 26. Mai 1933 in Talsen) ist eine sowjetisch-lettische Bildhauerin.

## Leben
Dumpe studierte Bildhauerei an der Kunstakademie Lettlands bei Teodors Zaļkalns und Kārlis Zemdega mit Abschluss 1960. Ab 1957 beteiligte sie sich an Ausstellungen. 1962 trat sie in den Verband der Künstler der Lettischen SSR ein.
Dumpe lebt und arbeitet in Riga. Sie schuf zahlreiche Porträtplastiken. Am bekanntesten sind die Porträts von Rabindranath Tagore (1972), Nicholas Roerich (1974) und Aspazija (1983).
In der nachsowjetischen Zeit wandte sich Dumpe den Monumentalplastiken zu: Denkmal  des ersten Präsidenten der nach dem Ersten Weltkrieg entstandenen Republik Lettland Jānis Čakste in Mitau, die Skulptur Mutterland Lettland auf dem von der Organisation „Daugavas Vanagi“ finanzierten Gedenkfriedhof der Bruderschaft der lettischen SS-Legionäre in Lesten u. a. Auch gestaltete sie Grabdenkmäler auf dem Rigaer Waldfriedhof.

## Ehrungen, Preise
- Staatspreis der Lettischen SSR (1985)
- Preis des Kulturministeriums der Lettischen SSR (1987)
- Medaille des Verbandes der Künstler Lettlands (1989)
- Offizierskreuz des Drei-Sterne-Ordens (2005)

## Werke

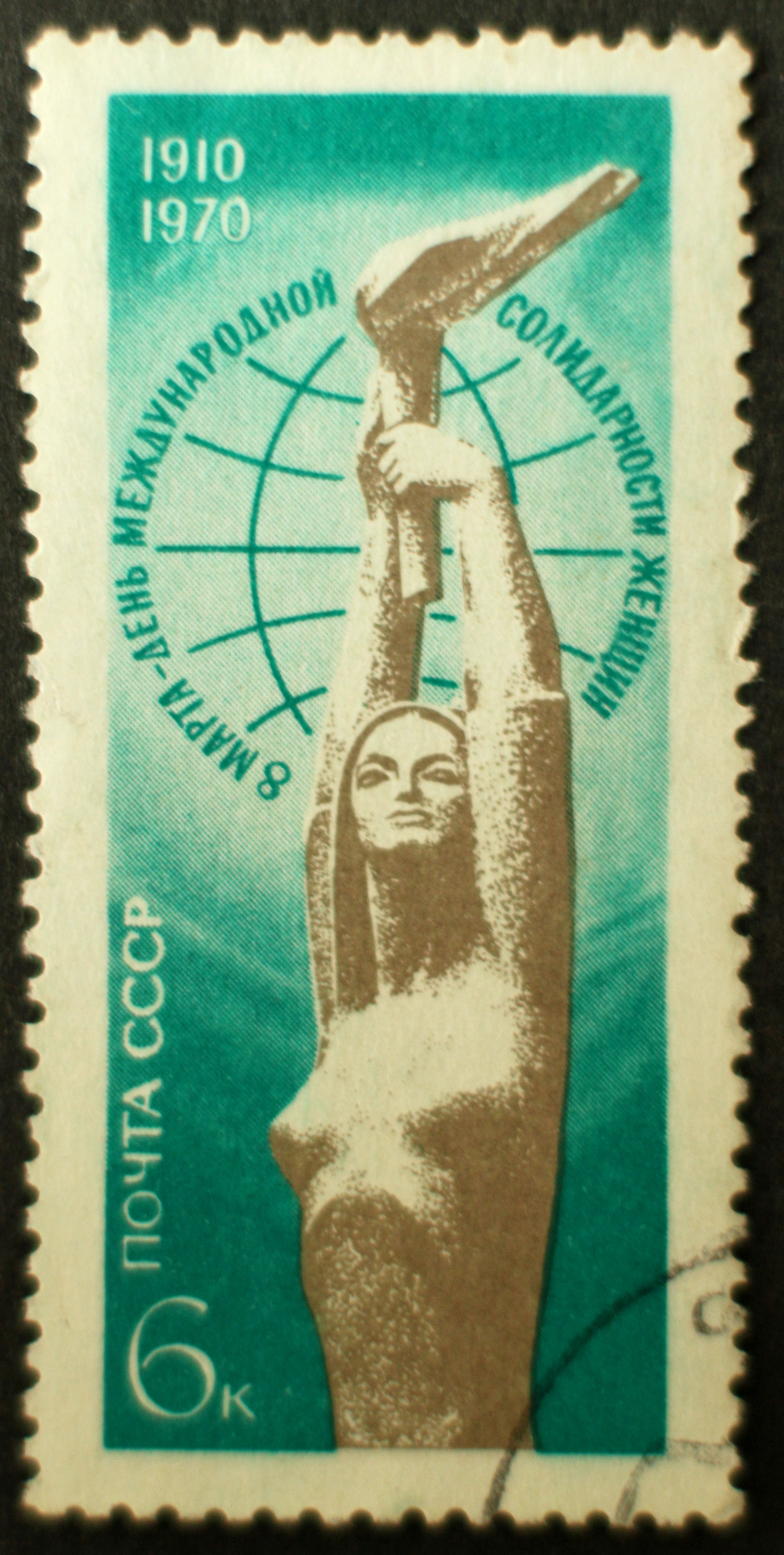
Die Friedensfackel (Briefmarke der Post der UdSSR zum Internationalen Frauentag 1970)
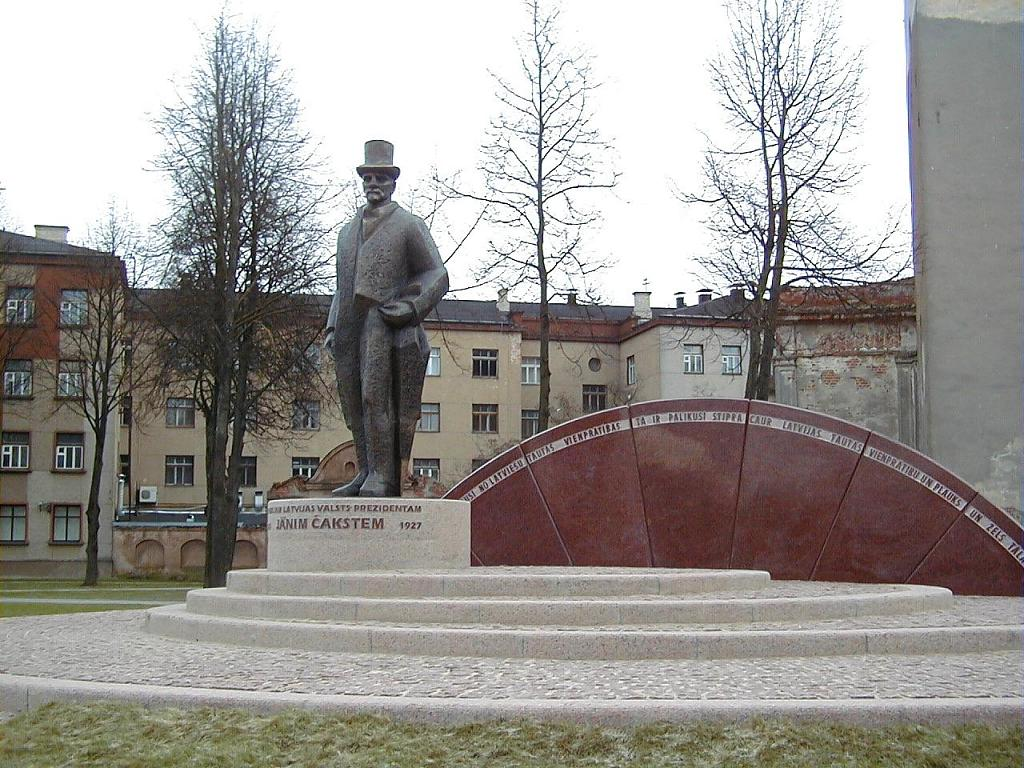
Jānis-Čakste-Denkmal, Mitau
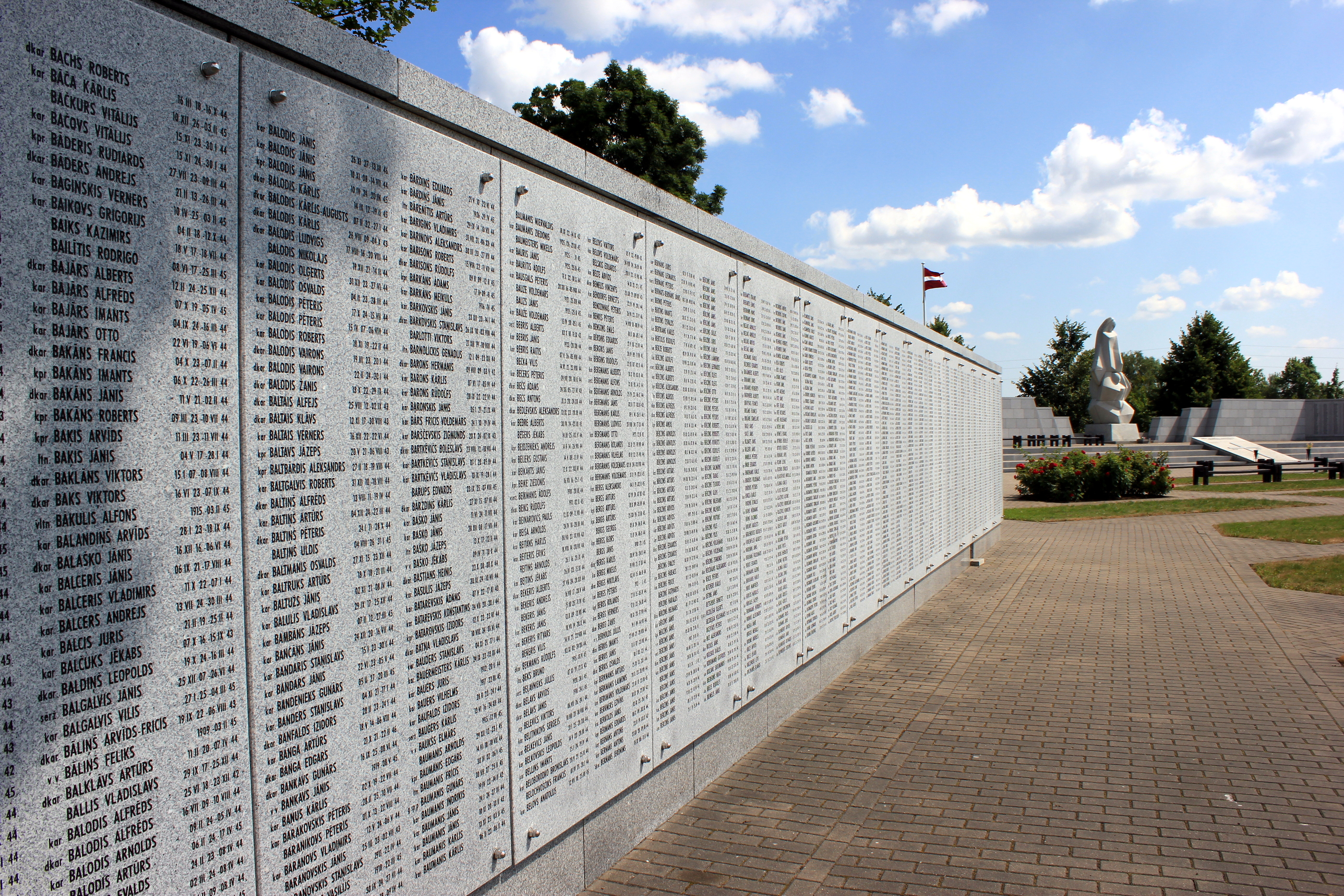
Mutterland Lettland (2001), Friedhof der SS-Legionäre, Lesten